# Harvest Moon (canción)
Harvest Moon (en castellano: Luna de la cosecha) es una canción del vigésimo primer álbum de estudio homónimo del músico canadiense Neil Young, publicado por la compañía discográfica Reprise Records el 2 de noviembre de 1992.
El video de esta canción tiene como protagonista al propio Neil Young a quien se puede ver tocando la armónica y la guitarra, el video fue dirigido por Julien Temple.
El álbum obtuvo buenas reseñas de la crítica musical y ganó el Premio Juno al álbum del año en 1994.
Otras versiones fueron interpretadas por la cantante estadounidense de jazz Cassandra Wilson en su álbum New Moon Daughter de 1995, el grupo estadounidense Poolside en el álbum Ultimate Poolside Chill de 2018 y Pearl Jam que la ha interpretado varias veces durante su gira de 2005.
El tema también apareció en las películas Comer, Rezar y Amar en 2010 y en Un lugar tranquilo en 2018.
La revista Rolling Stone clasificó a "Harvest Moon" como la canción número 37 de Neil Young. Classic Rock Review la llamó una "obra maestra absoluta de una canción" que "celebra longevidad en las relaciones y los amores con una melodía impecable respaldada por un arreglo musical perfecto". Continuaron diciendo que "desde el riff acústico inicial hasta la guitarra de acero elegida, sutilezas de sonidos etéreos, suaves pinceladas en la batería y hermosas voces de fondo, esta canción captura la esencia de la belleza y el romance como canción."
La canción llegó al puesto 36 en la lista de singles del Reino Unido.

## Galería

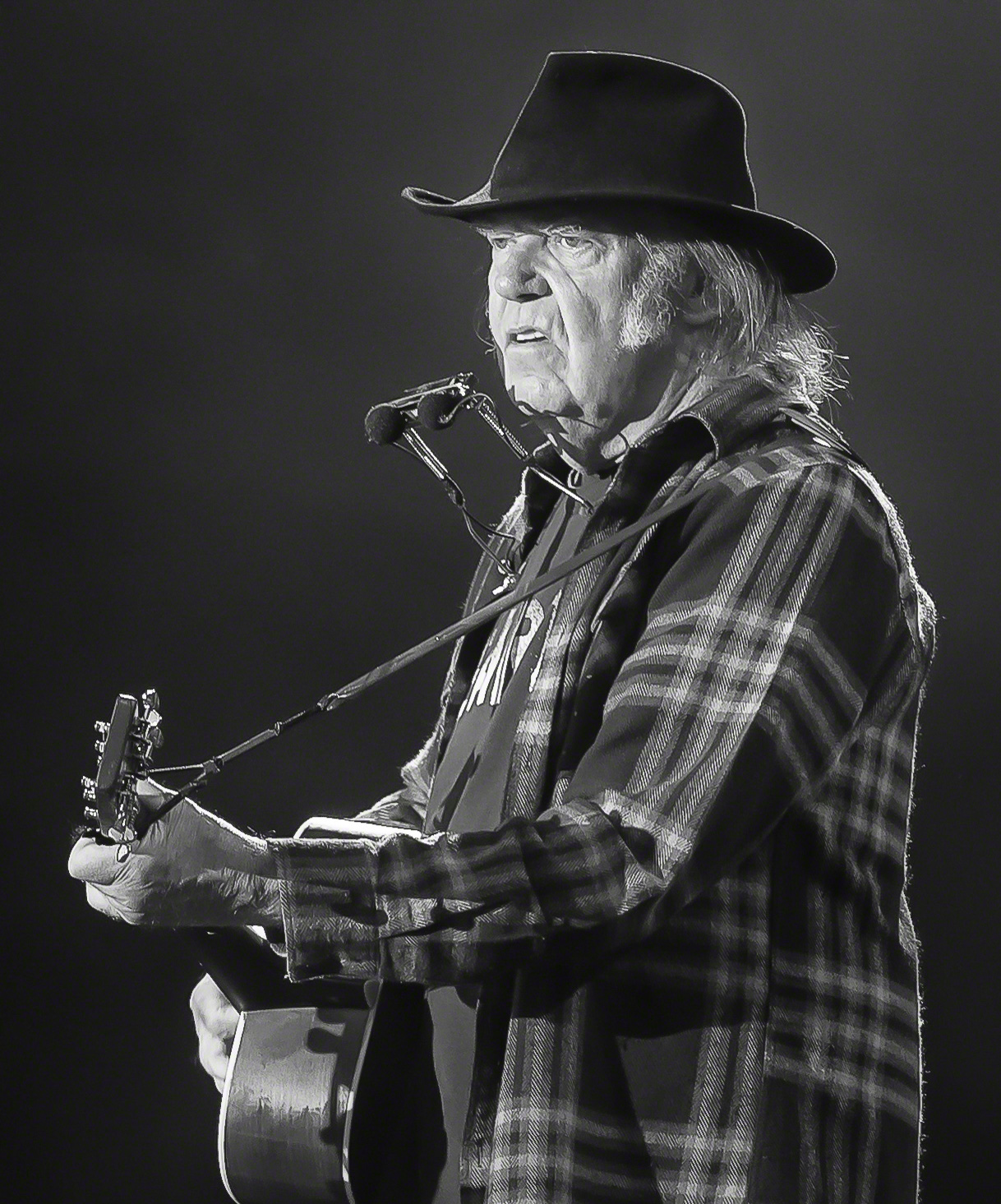
Neil Young en 2016.
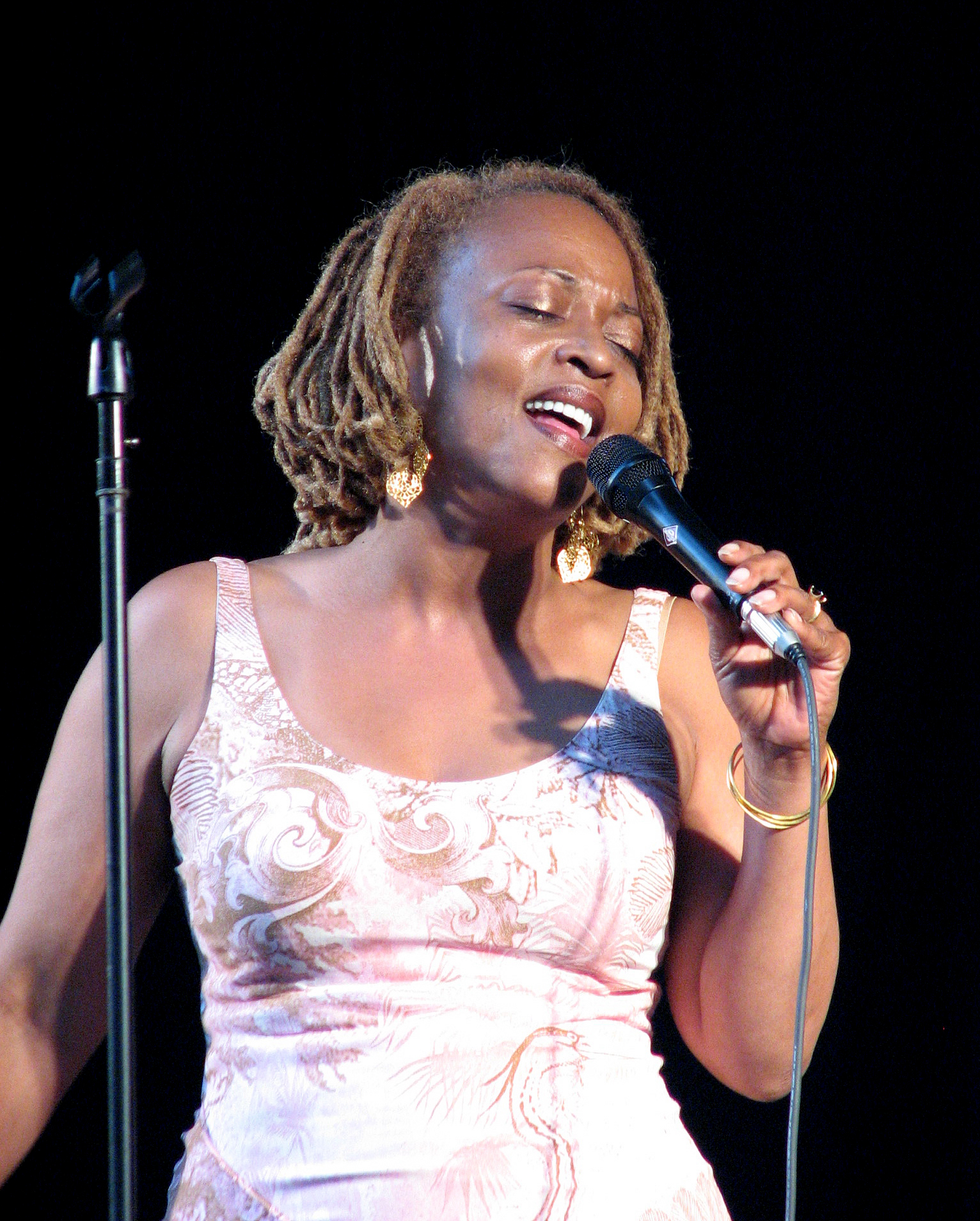
Cassandra Wilson en 2006.
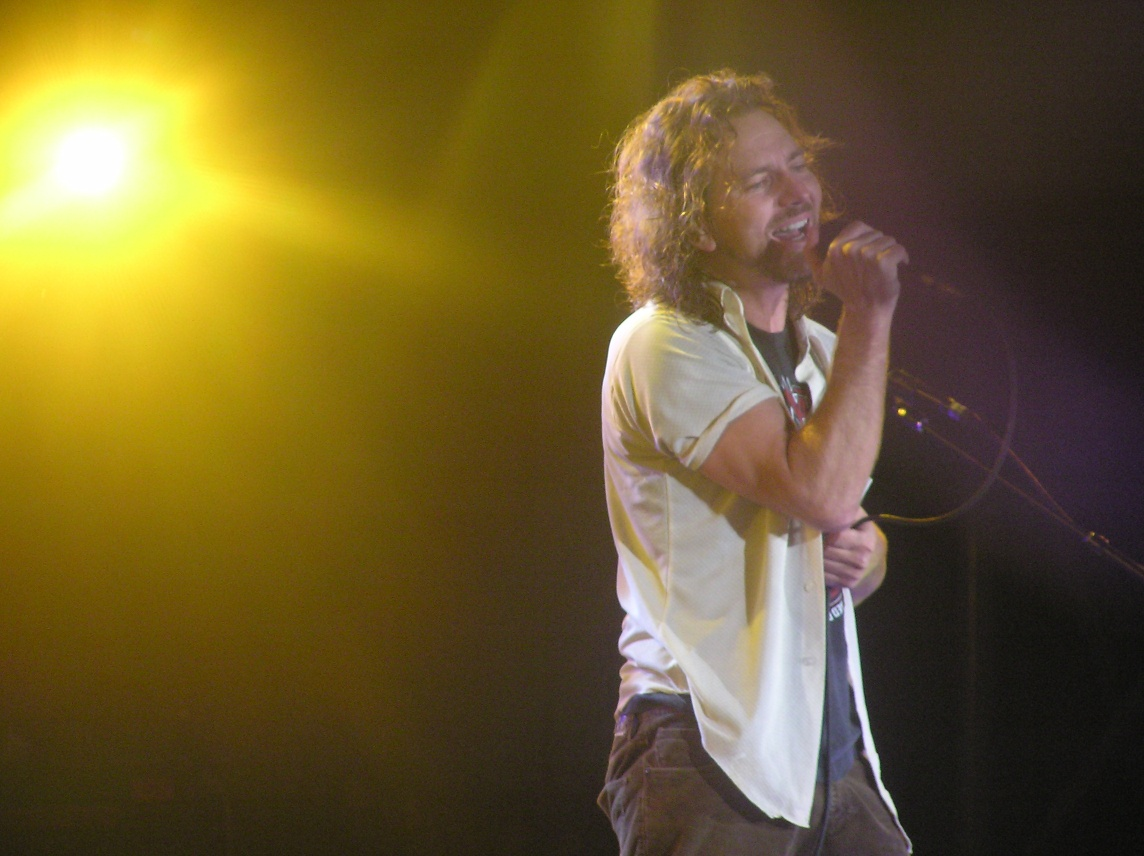
Eddie Vedder en 2006.